# もりもり
もりもり（1989年〈平成元年〉6月30日 - ）は、モデルや俳優としても活動している日本のシンガーソングライター。兵庫県神戸市出身。

## 来歴
大学時代に起きた東日本大震災を機に “音楽で人を癒し、助けたい” と、アーティストになることを志す。2年後上京し、音楽学校で基礎を学ぶ。卒業後、シンガーソングライターとして都内を中心にギターとピアノの弾き語りでライブ活動を開始。都内を中心に、そして全国でライブ活動中。

## 人物
趣味：コーヒー・カフェ・ラーメン・ゴッホ・人間観察・空手
特技：第六感（土地が水平か斜めかがわかる）

## 主な活動内容

### 楽曲配信
SHOWROOM
- 2018年
  - 8月　「岡村洋佑による楽曲提供&short MV制作オーディション」
    - 2位[2]
- 2019年
  - 6月　太陽のムスメ FAVETTA　王子様（イメージボーイ）オーディション
    - アー写撮影権獲得

  - 7月　雑誌「メンズ版ユニット（仮）」　フルカラーグラビア&インタビュー掲載権争戦!
    - 雑誌掲載権&特別審査員賞獲得

  - 8月　エンディングテーマ曲争奪戦!
    - 調布FM 『めっちゃエモい!!』　9月度エンディングテーマ曲『ずっとぎゅっと』採用

  - 12月　『眠れない夜に』公式テラー声優オーディション
    - おやすみ電話〜彼氏編〜声優権獲得
- 2020年
  - 1月　渋谷クロスFM2月度EDテーマ&2/28ゲスト出演争奪戦
    - 番組内でMV流れる特典獲得

  - 2月　調布FMラジオゲスト出演権争奪戦
    - 3/23番組『めっちゃ輝きたい‼︎』ゲスト出演権獲得

  - 2月　東京サマーランド　ライブステージ出演権争奪戦‼︎
    - ライブステージ出演権獲得

  - 4月　目指せ‼︎大阪城ホール‼︎
    - ライブ出演権獲得

  - 6月　大阪ミナミの大型ビジョンで宣伝しちゃいまSHOW
    - 道頓堀トンボリビジョン放映権獲得

  - 9月　役者を目指す!舞台や映画出演に繋がる!オンライン稽古
    - 演出家によるオンライン稽古の参加権獲得

  - 10月　アーティスト写真撮影権争奪戦
    - ファッションカメラマン花岡によるアー写撮影権獲得
- 2021年
  - 3月　博多どんたくビジョンフルPV掲載権争奪戦
    - 博多どんたくビジョン放映権獲得

  - 4月　新宿オリジナル香水専門店『FINCA』
    - 公式アンバサダー決定戦　アンバサダー就任

  - 8月　メンズユニット vol.4 掲載権争奪戦
    - 掲載権獲得

YouTube
- MV
- 歌ってみた
- 弾き語り
- ライブ映像
- オフショット

## ディスコグラフィ
- ずっとぎゅっと
- Last Forever
- ねぇパパ

## 出演

### テレビ
- チアアップ★インディーズK　チバテレ
- おはよう!島テレビ　石垣ケーブルテレビ

### ラジオ
- 渋谷Love!Fun!Sunday!　渋谷クロスFM
- MCおんのおん★しつ　鎌倉FM
- 33&ゴンパパミュージックバラエティ　鎌倉FM
- 音屋楽々堂　鎌倉FM
- めっちゃ輝きたい‼︎　池袋FM
- めっちゃエモい!!　調布FM
- MCおんのおん★しつ、鎌倉FM　※エンディングテーマ曲『ずっとぎゅっと』起用
- Samedi Lips、レインボータウンFM
- うかれカメラのしゃべるラジオ　東京府中FM
- タックンの2タク3タク、愛知北エフエム放送
- おはよう!咲くらじ　エフエム戸塚

### モデル
- Tune Gate、SHURE GLXD16[3]
- メンズユニット
- THE KAORI BAR FINCA
- Mari’ee Fleurir